# 플래시포인트 (만화)
플래시포인트(Flashpoint)는 DC 코믹스가 출판한 2011년 만화책 크로스오버 스토리 아크이다. 동명의 핵심 한정 시리즈와 다수의 연계 타이틀로 구성된 이 스토리라인은 2011년 5월에 첫 선을 보였다. 핵심 미니시리즈는 제프 존스가 집필하고 앤디 큐버트가 연필로 썼다. 결국 이 시리즈는 DC 유니버스의 현 상태를 근본적으로 바꾸어 출판사의 2011년 재출시인 뉴 52로 이어졌다.
플래시 포인트는 배리 앨런(Barry Allen)만이 일반 타임라인과 변경된 타임라인 사이의 중요한 차이를 인식하고 있는 것으로 보이는 변경된 DC 유니버스에 대해 자세히 설명한다. 여기에는 슈퍼맨이 메인 타임라인에 있는 것처럼 슈퍼맨 자신이 잡혀 있는 것처럼 세계의 전형적인 영웅인 사이보그 (DC 코믹스)의 위치도 포함된다. 미국 정부에 의해 메트로폴리스의 지하 시설에 포로로 잡혀있다. 게다가 토마스 웨인은 배트맨이고, 원더우먼과 아쿠아맨 사이의 전쟁은 서유럽을 휩쓸었다.
61호로 구성된 이 시리즈는 부스터 골드, 16개의 개별 3호 미니시리즈 및 2011년 6월에 시작된 여러 개의 원샷으로 넘어갔다. 플래시 #12가 시리즈의 마지막이었다. 같은 해 5월 13호가 발매될 예정이었으나 철회되었다.
후속 시리즈인 플래시포인트 비욘드는 2022년에 데뷔했으며 존스는 제레미 애덤스 및 팀 셰리던과 함께 시리즈를 쓰기 위해 돌아왔다.
스토리라인은 영화 저스티스 리그: 플래시포인트 패러독스와 The CW TV 시리즈 플래시 (드라마)의 세 번째 시즌에 적용되었다. 플래시포인트 스토리라인의 요소는 DC 확장 유니버스의 일부인 장편 영화 《플래시》(2023)에도 각색 적용되었다.